# Zirbitzkogel
Zirbitzkogel je z 2.394 metri nadmorske višine najvišja gora Seetalskih Alp (nemško Seetaler Alpe) kot tudi celotnih Labotniških Alp (Lavanttaler Alpe). Vrh leži južno od zgornje doline reke Mure na avstijskem Štajerskem nedaleč stran od meje s Koroško. Ob južnem vznožju gore izvira reka Labotnica (nemško Lavant), levi pritok Drave.
Ime gore izhaja iz staroslovenske besede "zirbiza" (nemški zapis) v pomenu rdeče planine, nakazujoč na bujno rastje rjastega sleča (Rhododendron ferrugineum), ki raste v bližnji okolici vrha.
Celotni prostor okoli Zirbitzkogla je turistično dobro razvit. Gora se nahaja znotraj naravnega parka Zirbitzkogel - Grebenzen, od leta 2006 je na seznamu Nature 2000 priznano kot evropsko zavarovano območje. Na sam vrh vodijo številne planinske poti, v zimskem času je obiskan s strani številnih turnih smučarjev. Tik pod samim vrhom stoji planinska postojanka Zirbitzkogelhaus (Helmut-Erd-Schutzhaus, 2.376 m). Na sosednjem severozahodnem vrhu Scharfes Eck (2.364 m) stoji vremenska postaja.

### Izhodišča
- Klippitztörl, 1.642 m, cestni prelaz med Šentvidom ob Glini na zahodu in Volšperkom na vzhodu oz. Seetalskimi Alpami na severu in Svinjo planino (Saualpe) na jugu, smučarsko središče (južni pristop),
- Sabathyhütte, 1.620 m (vzhodni pristop),
- Tonnerhütte, 1.600 m (zahodni pristop),
- Waldheimhütte, 1.614 m (jugovzhodni pristop),
- Winterleitenhütte, 1.782 m (severni pristop).